# Universitatea Nazarbaev
Universitatea Nazarbaev (în kazahă Назарбаев Университетi ) (sau abreviată NU) este o instituție de învățământ superior din Nur-Sultan, deschisă la inițiativa președintelui kazah Nursultan Nazarbaev. Acesta a fost de acord ca Universitatea Nazarbaev să îi poarte numele (Nazarbaev).   Univeristatea început admiterea primilor studenți în septembrie 2010. 
Universitatea este menită să devină marca națională a învățământului superior din Kazahstan, combinând avantajele sistemului național de învățământ și cele mai bune practici științifice și educaționale din lume. Organele de conducere ale universității sunt Consiliul Executiv, Consiliul de Administrație și Consiliul Superior al Administratorului. Președintele Consiliului superior al administratorilor este liderul națiunii, Elbasy Nursultan Nazarbaev. 

## Istoria
La 17 octombrie 2009, a avut loc prima ședință personală a Consiliului Director al noii universități Astana, sub președinția Primului Ministru al Republicii Kazahstan, Karim Masimov  . În cadrul ședinței, a fost aprobată Strategia de dezvoltare a universității pentru 2010-2012. " 
La 7 iunie 2010, universitatea, în conformitate cu decretul Guvernului Kazahstanului, și-a schimbat numele în „Universitatea Nazarbaev”  
În toamna anului 2010, universitatea a acceptat primii studenți la programul pregătitor al Fundației. 
Pe 22 decembrie 2010 Majilis a aprobat proiectul de lege privind statutul Universității Nazarbaev. 
La 19 ianuarie 2011, președintele Republicii Kazahstan a semnat Legea Republicii Kazahstan „Cu privire la statutul„ Universității Nazarbaev ”,„ Școlii intelectuale Nazarbaev ”și„ Fundației Nazarbayev ”. 
La 15 iunie 2011, universitatea și-a schimbat statutul juridic și a devenit cunoscută sub denumirea de „Organizația autonomă a învățământului” Universitatea Nazarbaev. Universitatea funcționează în conformitate cu standardele educaționale proprii și nu este administrată de Ministerul Educației și Științei din Republica Kazahstan. Activitățile universității sunt reglementate de Legea specială a Republicii Kazahstan din 19 ianuarie 2011 ”privind statutul „Universității Nazarbaev”, „Școli intelectuale Nazarbaev” și „Fundației Nazarbaev”. 
În 2012, la Astana a avut loc un seminar de două zile cu privire la prezentarea unei noi universități internaționale, la care a participat ministrul Educației și Științei Kazahstanului, Bakîtjan Jumaglov, vice-cancelara adjunctă al Universității din Cambridge, Anne Lonsdale, Secretar al Consiliului de administrație al Universității Stanford Jeffrey Uahtel, vice - rector al University College din Londra, Michael Wharton si profesor de la Universitatea Națională din Singapore și alte universități. În urma seminarului, au fost elaborate recomandări cu privire la formarea consiliului de administrație și consiliere consultativă, precum și au fost semnate acorduri de cooperare între universitățile din mai multe țări. 
În 2013, Universitatea Nazarbaev a deschis pentru prima dată recrutarea pentru programe de master și doctorat la Școala Superioară de Afaceri și Școala Superioară de Învățământ. 
Pe 20 august 2014, la Universitatea Nazarbaev a avut loc prima absolvire a studenților. 46 de absolvenți ai Universității Nazarbayev în domeniul managementului educației, cu specializarea în învățământul superior și secundar, au devenit primii absolvenți ai programului de master. 
În noiembrie 2014, a avut loc o ceremonie de absolvire la Școala de afaceri a Universității Nazarbaev, cu un program Executive MBA, cu un master de administrare a afacerilor. 
În iunie 2015, prima absolvire a avut loc la Universitatea Nazarbaev. 380 de licențe și 142 de studenți au primit diplome ale universității Nazarbaev (NU). 
În septembrie 2015, Școala de Medicină a Universității Nazarbayev a fost deschisă cu prima înscriere a studenților pentru programul de doctorat în Medicină (MD)  
24 decembrie 2015, în conformitate cu articolul 3 din Legea Republicii Kazahstan din 18 februarie 2011 „Cu privire la știință” , Decretul președintelui Republicii Kazahstan din 7 decembrie 2010 nr. 1118 „La aprobarea Programului de stat pentru dezvoltarea învățământului Republicii Kazahstan pentru 2011-2020”  Guvernului Republicii Kazahstan al Organizației Autonome de Educație „Universitatea Nazarbaev” a primit statutul de universitate de cercetare, iar programul de dezvoltare al Universității de cercetare din cadrul Organizației Autonome de Educație „Universitatea Nazarbaev” pentru 2016-2020 a fost aprobat  . 
În iunie 2016, 443 de licențe au devenit absolvenți, iar 178 de studenți au primit diplome NU  . 
În iunie 2017 - 737 de absolvenți, 499 de licențe, 229 de studenți, 9 doctoranzi  . 
În 2018, 811 studenți au devenit absolvenți ai universității, inclusiv 506 studenți, 302 studenți și 3 doctoranzi  . 
31 mai - 1 iunie 2019, la Universitatea Nazarbaev, a avut loc ceremonia de absolvire a studenților de a cincea aniversare  . În acest an, 963 de studenți au devenit absolvenți universitari, inclusiv 565 studenți, 378 studenți, 14 doctori în medicină și 6 programe de doctorat.

## Pregătire
Șapte școli și un centru desfășoară pregătire la Universitatea Nazarbaev: 
1. Centrul de Pregătire Preuniversitară,
2. Școala de inginerie și științe digitale,
3. Școala de Științe Naturale, Sociale și Umane (partener internațional - Universitatea din Wisconsin-Madison),
4. Școala de absolvire în afaceri (partener internațional - Școala de Afaceri Fuqua a Universității Duke),
5. Școala de absolvire în politici publice (partener internațional - Lee Kuan Yew School of Public Policy of the National University of Singapore),
6. Școala de absolvire în educație (parteneri internaționali - Universitatea din Pennsylvania, Universitatea Cambridge),
7. Școala de Medicină (partener internațional - Universitatea din Pittsburgh),
8. Școala de minerit și pământ (partener internațional - Colorado School of Mines).

## Programe de instruire

### Centrul de pregătire preuniversitară
- Programul de formare preuniversitar (Foundation)]

### Program universitar
Școala de inginerie și științe digitale
- Licențiere în Inginerie Chimică și Tehnologia Materialelor
- Licențiere în inginerie mecanică și aerospațială
- Licențiere în construcții și inginerie de mediu
- Licențiere în inginerie electrică și informatică
- Licențiere în informatică
- Licențiere în robotică și mecatronică

Școala de Științe Naturale, Sociale și Umane
- Licențiere în fizică
- Licențiere în chimie
- Licențiere în știință în biologie
- Licențiere în științe în matematică

- Licențiere în arte în economie
- Licențiere în arte în științe politice și relații internaționale
- Licențiere în arte în sociologie
- Licențiere în Arte în Antropologie
- Licențieer în arte în istorie, filozofie și studii religioase
- Licențiere în arte în limbi, lingvistică și literatură

Școala de științe miniere și pământ
- Licențiere în Științe în Geologie Aplicată (Licență în Geologie)
- Licențiere în Inginerie Petrol (Licență în Inginerie Petrol)
- Licențiere în Științe Miniere (Licență în Inginerie Minieră)

### Programul de master și doctorat
- Școala de absolvire în politici publice
- Școala absolvire în afaceri
- Școala absolvire în educație
- Școala de inginerie și științe digitale
- Școala de Științe Naturale, Sociale și Umane
- Școala de științe miniere și pământ
- Școala de Medicină
- MD (MD)
- Mastera în sănătate publică (MPH)

### Programe de educație continuă pe termen scurt
- Program pentru pregătirea și dezvoltarea profesională a funcționarilor publici
- Program de instruire pentru managementul de top al întreprinderilor mici și mijlocii
- Programul pentru formarea și dezvoltarea profesională a managerilor (manageri de vârf) ai universităților din Kazahstan

## Biblioteca
Biblioteca educațională a Universității Nazarbaev a fost deschisă în toamna anului 2010. Activitatea are ca scop furnizarea de suport informațional pentru procesele de cercetare și educație la universitate. Oferă acces la o gamă largă de materiale tipărite în format electronic, precum cărți, periodice, enciclopedii și dicționare. 
Colecții
Fondul bibliotecii constă în principal din resurse în limba engleză, dar există și documente în kazahă și rusă. Se formează în funcție de solicitările facultății universitare și ale bibliotecarilor subiecti. Cărțile sunt achiziționate de la editori precum Cambridge University Press, Oxford University Press, Pearson, McMillan, McGrow-Hill și altele. 
Abonamentul este emis pentru mai mult de 55 de baze de date științifice din diverse domenii. Articolele care nu sunt accesibile în bibliotecă pot fi solicitate de facultăți și doctoranzi printr-un sistem de împrumut interbibliotecar printr-un parteneriat cu Universitatea din Wisconsin-Madison. 
Colecția de materiale media include filme apreciate critic, CD-uri de muzică și cărți audio. Biblioteca are, de asemenea, cea mai mare colecție de microforme din Kazahstan, care stochează copii ale ziarelor publicate în Asia Centrală încă din anii 1860. Echipamente speciale sunt furnizate pentru utilizatori să lucreze cu microforme. 
Resurse electronice
Colecția de resurse electronice include bazele de date autoritare multidisciplinare și tematice, precum Web of Science, Scopus, JSTORE, SAGE, SciFinder, ERIC, Bloomberg, Academic Search premier etc. 
O colecție de cărți electronice este disponibilă prin abonament la eBooks Cambridge, EBSCOhost, T&F. 
Toate resursele electronice ale bibliotecii sunt disponibile utilizatorilor, atât în campus, cât și nu numai. 
Echipament și tehnologie
Biblioteca este echipată cu calculatoare, scanere și alte tehnologii pentru utilizatorii cu dizabilități. Există dispozitive pentru a citi cărți electronice, eliberate pe abonament.
Bibliotecari și birou de asistență
Bibliotecarii subiecti sunt competenti in furnizarea de informatii in domeniul lor de cunostinte si actioneaza ca intermediar intre scolile universitare si biblioteca. Ei se întâlnesc în mod regulat cu comitetele bibliotecii școlare pentru a se asigura că biblioteca satisface nevoile facultății și ale studenților. Bibliotecarii subiecți organizează, de asemenea, cursuri pentru creșterea gradului de informare a studenților și creează ghiduri tematice pentru LibGuides. 
Serviciul de asistență al bibliotecii organizează și desfășoară seminarii, instruiri practice și serviciul Întreabă un bibliotecar pe tot parcursul anului școlar, ajutând utilizatorii să caute și să utilizeze în mod eficient informațiile de care au nevoie. 
Depozit
Depozitul „Universitatea Nazarbaev” este o arhivă electronică instituțională pentru stocarea, acumularea și asigurarea accesului deschis pe termen lung și fiabil la rezultatele cercetării științifice și a produselor intelectuale conexe ale comunității academice „Universitatea Nazarbaev”. Profesorilor, cercetătorilor, studenților doctoranzi și studenților studenți ai NU li se oferă posibilitatea de a-și publica articolele și disertațiile pe baza accesului deschis, contribuind astfel la vizibilitatea și citarea lor. 
Activitate profesională
Fiind un membru activ al Asociației Bibliotecilor Universitare din Republica Kazahstan, biblioteca activează de mai mulți ani ca centru de consultanță și de formare a bibliotecarilor din Kazahstan. Ca parte a Forumului anual al liderilor educației superioare eurasiatice  Arhivat în 2 aprilie 2018, la Wayback Machine. Format:Недоступная ссылка   biblioteca susține seminarii despre probleme presante ale serviciilor moderne de informare a bibliotecilor din învățământul superior. 

## Centre de știință
Universitatea Nazarbayev este o universitate de tip de cercetare, astfel că se acordă multă atenție direcției de cercetare. Există trei centre de cercetare la Universitatea Nazarbayev: 
- Sistemul de cercetare și inovare al Universității Nazarbayev
- Laboratorul National Astana

Laboratorul Național Astana desfășoară cercetări în următoarele domenii: medicină personalizată și genomică; medicina regenerativa si longevitatea; medicina translațională; sănătate globală; biologie; biomedicina; fizica; chimie; stiinta materialelor; tehnologia informației, aplicată la dezvoltarea unor forme de energie viitoare, curate și eficiente și a utilizării raționale a resurselor. 

## Laboratoare de cercetare
- Laborator avansat de robotică și sisteme de mecanatronică (laborator ARMS)
- Astana LABOratory pentru sisteme robotizate și inteligente (ALARIS)
- Laboratorul de electrochimie medicamentosă și moleculară (LAM Group)
- Laborator de cercetare avansată a materialelor și tehnologii laser (AMRELAT)
- Grup de sisteme de microelectronică bioinspirată

## Administrare
În conformitate cu Legea Republicii Kazahstan din 19 ianuarie 2011 „Cu privire la statutul„ Universității Nazarbaev ”,„ Școli intelectuale Nazarbaev ”și„ Fundației Nazarbayev ”, organele de conducere ale universității sunt: 
- Consiliul Superior al Administratorului
- Consiliul de Administrație al Universității
- Organisme executive universitare

Consiliul Superior al Administratorului. Organul suprem de conducere al Universității Nazarbayev, Școlii Intelectuale Nazarbaev și Fundația Nazarbayev.  Competența Consiliului include dezvoltarea politicilor instituțiilor și luarea deciziilor cu privire la aspectele de organizare și gestionare a instituțiilor. Primul și actualul președinte al Consiliului este fostul președinte al Republicii Kazahstan, Nursultan Nazarbayev. 
Consiliul de administrație al Universității Nazarbaev. Organul de conducere al universității. Actualul președinte al consiliului este șeful administrației prezidențiale Karim Masimov. 

## ConducereArhivatîn5 martie 2016, laWayback Machine.
- Președinte - Șigheo Katsu
- Consiliul de conducere

## Infrastructura campusului
- Teritoriu - 145,7 ha
- 5433 studenți, 2141 angajați
- 620 locuri de parcare

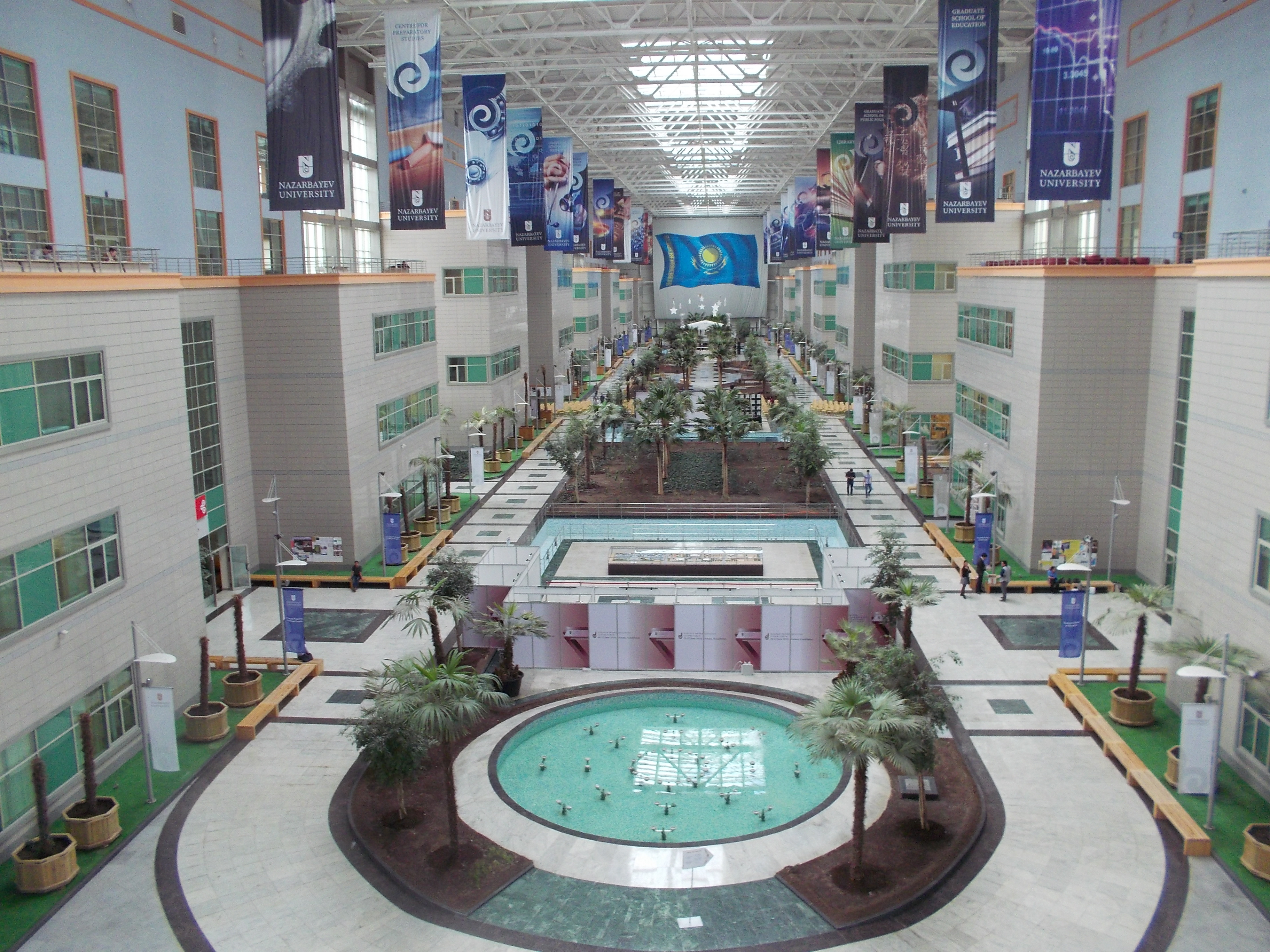
Interiorul

- Peste 20 de spații rezidențiale și nerezidențiale
- Peste 70 de laboratoare de cercetare și instruire
- Technopark